# John Charles Howorth Spence
John Charles Howorth Spence ForMemRS é professor da cátedra Richard Snell de física da Universidade do Estado do Arizona e diretor científico do BioXFEL Science and Technology Center da Fundação Nacional da Ciência.
Spence foi eleito membro estrangeiro da Royal Society em 2015.